# Marich Man Singh Shrestha
Marich Man Singh Shrestha (en népalais : मरिचमान सिंह श्रेष्ठ) est un homme d'État népalais (né le 1er janvier 1942 et mort le 15 août 2013), Premier ministre du 15 juin 1986 au 6 avril 1990, sous le règne du roi Birendra.

## Biographie
Marich Man Singh Shrestha fut également président de l'Assemblée nationale du Népal.
Il était un membre de la communauté Néwar et a été le premier membre de ce groupe ethnique à devenir Premier ministre.
Il a été rejeté par le roi au cours de tensions politiques dans lesquelles les manifestants ont appelé à des élections démocratiques.
Par la suite un projet de Constitution a été introduite qui a permis la tenue d'élections directes.
Marich Man Singh Shrestha est mort du cancer du poumon à l'âge de 71 ans à l'hôpital de Norvic, Katmandou le 15 août 2013. Le gouvernement népalais lui a accordé des obsèques nationales, selon le rite local de la crémation.